# أوكسانا ماسترز
أوكسانا ماسترز (بالإنجليزية: Oksana Masters) هي مجدفة أمريكية، ولدت في 19 يونيو 1989 في خميلنيتسكي في أوكرانيا.

## وصلات خارجية
- أوكسانا ماسترز على موقع الاتحاد الدولي للتجديف (الإنجليزية)
- أوكسانا ماسترز على موقع Paralympic.org (الإنجليزية)
- أوكسانا ماسترز على موقع IPC.InfostradaSports.com (مؤرشف) (الإنجليزية)
- أوكسانا ماسترز على موقع اللجنة الأولمبية والبارالمبية الأمريكية (الإنجليزية)